# リヴァーラ
リヴァーラ（伊: Rivara）は、イタリア共和国ピエモンテ州トリノ県にある、人口約2,600人の基礎自治体（コムーネ）。

## 地理

### 位置・広がり

#### 隣接コムーネ
隣接するコムーネは以下の通り。
- バルバニーア
- ブザーノ
- フォルノ・カナヴェーゼ
- レヴォーネ
- ペルトゥージオ
- プラスコルサーノ
- プラティリオーネ
- サン・ポンソ

## リヴァーラ派

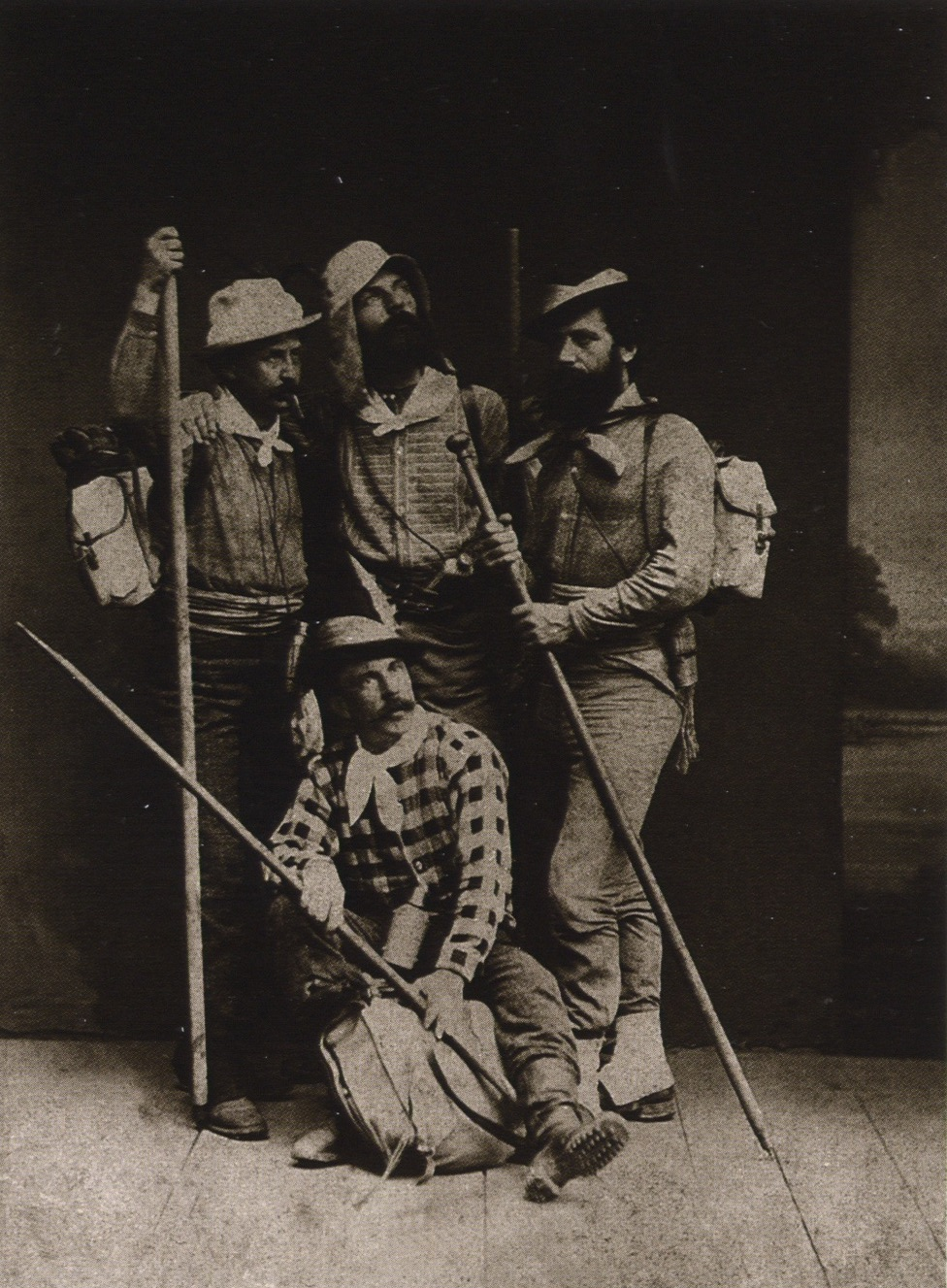
登山服で写真を撮るリヴァーラ派の画家たち、ヴィットーレ・アヴォンドら1860年代後半

19世紀の後半、1860年からの20年間、リヴァーラやトリノ県のカナヴェーゼ(Canavese)で多くの風景画家が活動し、「リヴァーラ派(Scuola di Rivara)」と呼ばれることになった。ヨーロッパの各地で起こった「外光派」の画家の活動のひとつであった。
中心となったのはトリノ出身の画家、カルロ・ピッターラ(Carlo Pittara:1835–1891)で、毎夏、カナヴェーゼ地域を訪れ、ピエモンテの画家、ヴィットーレ・アヴォンド(Vittorio Avondo:1836–1910) やフェデリコ・パストリス(Federigo Pastoris:1837–1888)、リグーリアの美術学校で学んだ「グリジャ派(Scuola grigia)」と呼ばれる画家たち、レイパー(Ernesto Rayper:1840–1873) とイゼール(Alberto Issel:1848–1926)や、スペイン出身のセラフィン・アベンダーニョ(Serafín Avendaño Martínez:1838–1916)やポルトガル出身のデ・アンドラデ(Alfredo de Andrade:1839–1915)もこのグループで活動した。